# Stephanachne
Stephanachne is een geslacht uit de grassenfamilie (Poaceae). De soorten van dit geslacht komen voor in gematigd Azië.

## Soorten
Van het geslacht zijn de volgende soorten bekend: 
- Stephanachne monandra
- Stephanachne nigrescens
- Stephanachne pappophorea